# 주한 싱가포르 대사관
주한 싱가포르 대사관(영어: Embassy of the Republic of Singapore in Seoul)은 대한민국 서울특별시 중구 태평로1가 84 서울파이낸스센터 3층에 위치하고 있는 싱가포르 대사관이다. 현직 주한 싱가포르 대사는 에릭 테오이다.

## 역사
싱가포르는 1975년 8월 8일에 대한민국과 수교했다. 싱가포르 정부는 대한민국과 수교한 이후에 한동안 주일본 싱가포르 대사관에서 대한민국과 관련된 외교 임무를 겸임해 오다가 1989년 12월 11일에 대한민국 서울에 주한 싱가포르 대사관을 설립했다. 대한민국 정부는 싱가포르와 수교하기 이전인 1970년 11월 5일에 주싱가포르 대한민국 무역대표부를 설치했는데 1972년 7월 5일을 기해 주싱가포르 대한민국 총영사관으로 승격되었고 1975년 8월 8일을 기해 주싱가포르 대한민국 대사관으로 승격되었다.

## 주요 업무
주요 업무는 대한민국 정부와의 외교·교섭, 투자 유치 활동, 대한민국 거주 싱가포르 국민의 보호 육성, 외교 정책 홍보, 문화, 학술, 체육 협력, 여권, 입국 사증 발급 및 영사 확인 업무 등이다. 대한민국과 싱가포르 사이에는 사증 면제 협정이 체결되어 있기 때문에 관광 및 방문을 목적으로 싱가포르에 입국한 대한민국 국민, 대한민국에 입국한 싱가포르 국민 모두 상호주의 원칙에 따라 최대 90일까지 상대방 국가에서 사증 없이 체류할 수 있다. 주한 싱가포르 대사관에서는 몽골과 관련된 외교 임무를 겸임하고 있다.

## 같이 보기
- 대한민국-싱가포르 관계
- 주싱가포르 대한민국 대사관
- 싱가포르의 재외공관 목록
- 대한민국 주재 외국공관 목록